# Sandro Brandolini
Sandro Brandolini (Gambettola, 24 gennaio 1950) è un politico italiano.
Già esponente dei Democratici di Sinistra, aderisce al Partito Democratico.

## Biografia e attività politica
In possesso della licenza media inferiore, si iscrive alla C.G.I.L. nel 1969, ricoprendo poi all'interno di essa numerosi incarichi, fino ad essere eletto Segretario Generale della Camera del Lavoro di Cesena nel 1987.
Terminato tale incarico nel 1995, diviene Assessore presso la Provincia di Forlì-Cesena, relativamente al periodo 1995-2004: dal 1995 al luglio 1999 gli vengono affidate le deleghe alle Risorse finanziarie, umane e tecnologiche e all'Organizzazione; dal luglio 1999 al dicembre 2001 riceve le deleghe alla Pianificazione territoriale e all'Organizzazione e risorse umane; dal dicembre 2001 al giugno 2004 le deleghe assegnategli sono quelle alla Pianificazione territoriale e alla Programmazione.
Brandolini, inoltre, il 5 marzo 2001 viene eletto membro della Direzione Regionale della Lega delle Autonomie Locali dell'Emilia-Romagna. Rimarrà in tale Organo fino al 2004.
Dal 2002 al 2004 è Presidente della Commissione del personale dell'Unione delle Province d'Italia (UPI) dell'Emilia-Romagna ed è Componente del Dipartimento Personale dell'UPI a livello nazionale.
Numerosi anche gli incarichi all'interno del suo Partito, i Democratici di Sinistra; tra gli altri, si segnalano i seguenti: responsabile del settore "Economia e Lavoro" presso la Federazione di Cesena; componente della Segreteria e della Direzione della medesima Federazione; componente della Segreteria de "L'Unione" di Cesena.
Nelle elezioni amministrative del giugno 2004, Brandolini si candida nel Collegio di "Cesena V", risultando eletto al Consiglio Provinciale della Provincia di Forlì-Cesena
Il 16 luglio 2004 Sandro Brandolini viene eletto Segretario della Federazione dei Democratici di Sinistra di Cesena, incarico confermato nel Congresso del dicembre dello stesso anno.
Nelle elezioni politiche tenutesi il 9 e il 10 aprile 2006 viene eletto alla Camera dei deputati per la Circoscrizione XI (Emilia-Romagna), grazie al premio di maggioranza (previsto dalla vigente legge elettorale) assegnato alla coalizione che sostiene Romano Prodi.
Nella XV Legislatura fa parte della XII Commissione Permanente della Camera dei deputati (Agricoltura) e della Commissione Parlamentare per l'Infanzia. È iscritto al gruppo parlamentare L'Ulivo.
Attualmente è pensionato.
A seguito dell'elezione alla Camera dei deputati, rinuncia all'incarico di Segretario della Federazione di Cesena dei Democratici di Sinistra: al suo posto, nel luglio 2006 viene eletto Daniele Zoffoli.

## Le interrogazioni parlamentari sulle presunte scie chimiche
Nonostante l'assenza di riscontri scientifici e le ripetute risposte degli organi di governo interpellati, Brandolini è autore di alcune interrogazioni parlamentari sul presunto fenomeno delle scie chimiche.